# Christian Boehmer Anfinsen
Pour les articles homonymes, voir Böhmer.
Christian Boehmer Anfinsen (26 mars 1916 à Monessen (Pennsylvanie), aux États-Unis - 14 mai 1995 à Randallstown (Maryland)) est un chimiste et biochimiste américain. Il obtint une moitié du prix Nobel de chimie de 1972.

## Biographie
Anfinsen est né à Monessen d'une famille d'origine norvégienne. Il obtint un Bachelor's degree au Swarthmore College en 1937, un master en chimie organique de l'université de Pennsylvanie en 1939, et un doctorat en biochimie du Harvard Medical School de l'université Harvard en 1943.
Anfinsen fut professeur assistant à l'université Harvard jusqu'en 1950, puis il travailla au National Institutes of Health, où il réalisa l'essentiel de sa carrière jusqu'en 1981. En 1961, il démontra que la ribonucléase pouvait revenir à sa conformation initiale après dénaturation tout en préservant son activité enzymatique. Ce fait suggère que toutes les informations nécessaires à une protéine pour obtenir sa conformation finale est encodée dans sa structure primaire.
En 1972, il est lauréat du prix Nobel de chimie (l'autre moitié a été remise à Stanford Moore et à William Howard Stein) « pour ses travaux sur la ribonucléase, et spécialement ceux concernant la relation entre la séquence des acides aminés et la conformation biologiquement active ».
En effet, ses travaux sur la ribonucléase (une protéine enzyme) consistaient à dénaturer celle-ci en présence d'un agent dénaturant : l'enzyme perdait alors sa conformation active (=native, représentée par la structure tertiaire de la protéine). Mais dès lors que l'agent dénaturant était retiré, l'enzyme retrouvait sa conformation native.
À la suite de ces travaux, Anfinsen édita des lois, sous le nom de « Dogme d'Anfinsen », en deux points :
- La conformation dans l'espace d'une protéine est entièrement due à sa structure primaire, c'est-à-dire la séquence d'acides-aminés qui la composent.
- Ensuite, que sa conformation dans l'espace est la conformation correspondant au minimum d'énergie, avec un maximum de liaisons hydrogène.

La première loi est cependant à nuancer, car il a été découvert d'autres molécules, appelées « protéines d'aide », ou protéines chaperonnes, qui ont pour rôle d'aider au repliement d'autres protéines lors de leur synthèse ou à la suite d'une dénaturation. Il s'ensuit donc que la conformation dans l'espace des protéines est largement due à sa structure primaire.
De 1982 à 1995, année de sa mort, il fut professeur de biologie à l'université Johns-Hopkins.